# Trascrittomica
La trascrittomica è la disciplina che studia l'insieme degli RNA messaggeri di una cellula chiamato anche trascrittoma. Dagli RNA messaggeri, attraverso il processo di traduzione, derivano le proteine di cui sono costituiti gli organismi viventi.